# Sarcophaga luabae
Sarcophaga luabae är en tvåvingeart som beskrevs av Zumpt 1972. Sarcophaga luabae ingår i släktet Sarcophaga och familjen köttflugor.
Artens utbredningsområde är Moçambique. Inga underarter finns listade i Catalogue of Life.